# Hakea varia
Hakea varia är en tvåhjärtbladig växtart som beskrevs av Robert Brown. Hakea varia ingår i släktet Hakea och familjen Proteaceae. Inga underarter finns listade i Catalogue of Life.